# Litopyllus realisticus
Litopyllus realisticus är en spindelart som först beskrevs av Chamberlin 1924.  Litopyllus realisticus ingår i släktet Litopyllus och familjen plattbuksspindlar. Inga underarter finns listade i Catalogue of Life.